# Southernization

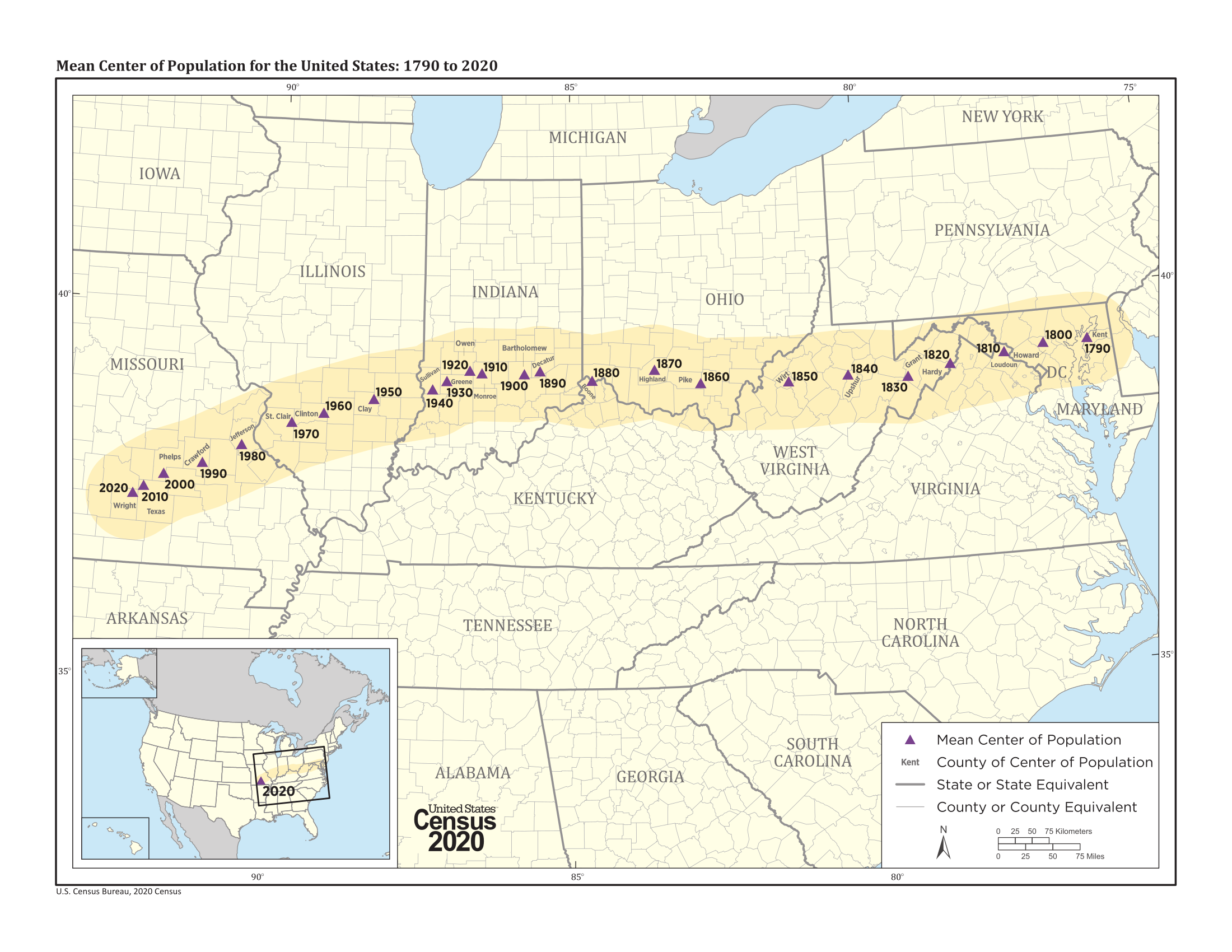
Mean center of the United States population

En la cultura de Estados Unidos, la idea de Southernization (que podría traducirse como "Surestización" o "Meridianización"), proviene de la observación de que los valores y creencias populares en el sur de Estados Unidos, se han vuelto centrales en el área política, llegando a su apogeo en los años 1990, con un presidente y vicepresidente del gobierno y líderes del congreso de ambos partidos provenientes de esta región.
Algunos periodistas creen que la presencia de valores sureños se ha visto incrementada en elecciones nacionales durante el siglo XXI, utilizando el término "Southernization" para describir los efectos políticos y culturales de este fenómeno.

## Características
Valores y creencias comúnmente adscritos al sur de Estados Unidos con el conservadurismo religioso y el patriotismo o nacionalismo.

## Uso histórico
El término también ha sido utilizado por historiadores para describir la influencia del sudeste asiático en el resto del mundo durante un intervalo alrededor del siglo V. Este concepto viene a ser paralelo al de occidentalización, la influencia de Occidente en el resto del mundo desde el siglo XV y el comienzo de la exploración y la colonización. 
Ejemplos de la influencia sudasiática ha sido los números arábigos, la transmisión del Budismo mediante la ruta de la seda, la producción y comercio del azúcar, algodón y especias y la generalización de inventos y descubrimientos originarios de la India.

## Lecturas
- Applebome, Peter (1996). Dixie Rising: How the South Is Shaping American Values, Politics and Culture. Nueva York: Times Books. ISBN 0-8129-2653-6.
- Carter, Dan T. (1996). From George Wallace to Newt Gingrich: Race in the Conservative Counterrevolution, 1963-1994. Louisiana State University Press. ISBN 0-19-507680-X.
- Egerton, John (1974). The Americanization of Dixie: the Southernization of America. Nueva York: Harper's Magazine Press. ISBN 0-06-122420-0.
- Perlstein, Rick (2008). Nixonland: The Rise of a President and the Fracturing of America. Nueva York: Scribner. ISBN 978-0-7432-4302-5.

- Datos: Q16932336